# Belleville (Michigan)
Belleville é uma cidade localizada no estado americano do Michigan, no Condado de Wayne.

## Demografia
Segundo o censo americano de 2000, a sua população era de 3997 habitantes. 
Em 2006, foi estimada uma população de 3791, um decréscimo de 206 (-5.2%).

## Geografia
De acordo com o United States Census Bureau tem uma área de 3,0 km², dos quais 2,9 km² cobertos por terra e 0,1 km² cobertos por água. Belleville localiza-se a aproximadamente 194 m acima do nível do mar.

## Localidades na vizinhança
O diagrama seguinte representa as localidades num raio de 16 km ao redor de Belleville. 